# Klohammer Ferenc
Klohammer Ferenc (szerzetesi neve Joannes Nepomucenus ab Angelo Custode, szlovákul: František Klohammer) (Bazin, 1755. augusztus 21. – 1830. február 12.) bölcseleti doktor, piarista áldozópap és tanár.

## Élete
Nemes szülők gyermeke. 1771. október 24-én Privigyén beöltözött a rendbe. 1773. október 20-án szentelték pappá. Felsőbb tanulmányait Nyitrán végezte 1771-ben; tanított 1774-1780 között Nyitrán, 1781-1783-ban Vácon, 1784-1786-ban Pesten, 1787-1788-ben Kassán, 1789-1793-ban Kisszebenben, 1794-1798-ban Pesten (itt nyerte bölcseletdoktori oklevelét), 1799-1814-ben Zágrábban, amikor a zágrábi egyházmegyébe vétetett át és az ottani akadémián a matematikát adta elő, ahol 1822-ben prodirektor volt. 1819-ben gyászbeszédet mondott Domin József Ferenc fölött. Tudott németül, szlovákul, franciául és olaszul.

## Művei
- Carmen quod emin. ac cels. s. r. e. cardinali s. r. i, principi Josepho e com. de Battyán primati r. Hungriae gymnasium schol. piar. visitanti mente Augusto 1795. obtulit. Pestini
- Piis manibus Alexandri Leopoldi Austriae archi-ducis regni Hungariae palatini V. id. quinctil. 1795. fatis erepti. Uo. (költem.)
- Seren, regio haeredeti, principi Josepho archi-duci Austriae locumenentis regii dignitatem apud Hungaros XI. kal. Octobr. auspicanti. Uo. 1795 (költem.)
- Carmen sotericum cardinali Battyán Josepho nomine gymnasii Pestiensis dicatum. Uo. 1796
- Ad em. ac cels. s. r. e. cardinalem s. r. i. principem Josephum e comitibus de Battyán, primatem regni Hungariae dum ecclesias Pesthienses canonice visitando collegium piarum scholarum adiret mense Aprili anno 1796. Uo. (költem.)
- Honor supremus, quem exc. ac ill. dno Fran. Xav. e l. b. Splényi de Miháldy, provinciae Vasiensis antistiti ipso solennium exequiarum die in VII. kal. Februarii incidente 1796 exhibuit. Uo. (költ.)
- Seren. reg. haer. principi Josepho archi-duci Austriae regni Hungariae palatino dum e comitibus Posoniensibus Budam reverteretur abtulit nomine gymnasii Pestiensis schol. piarum Kal. Januarii 1797. Uo. (költ.)
- Emin. ac cels. cardinali s. r. i. principi Josepho e com. de Battyán primati r. Hungriae per auspicatissimo natali die in III. Kal. Februarii incidente nomine gymnasii Pestiensis scholarum piarum obtulit 1797. Uo. (költ.)
- Adm. rev. parti Stephano Pállya, scholarum piarum in Hungaria et Transsilvania praeposito provinciali proficiscenti in Transsilvaniam nomine gymnasiii Pestiensis. Mense Septemb. anno 1797. Ugyanott. (költ.)
- Ad XVII. Kalendas Decembres ill. ac rev. dno Leopoldo e l. b. Schaffrath abbati b. M. Virginis de Illda c. e. Vaciensis canonico gymnasii Pesthiensis scholar. piarum directori solennes nomine eiusdem gymnasii. Uo. 1797 (költ.)
- Elegia ad diem onomasticum Georgii Sugh in academia Zagrabiensi professoris physicae... 1799. Uo.
- Carmen quod in funere dni Antonii Novoszel inclyt. cottuum Zagrab. et Crisiens. tabulae judiciariae assessoris scripsit die 27. Aprilis 1800. Hely n.
- Ad tumulum Josephi Mikoczi presbíteri Zagrabiensis olim e soc. Jesu, 1800. Zagrabiae (költ.)
- Ad III. nonas Decembres ... Franc. X. Visner de Morgenstern ii. dominiorum Hradek et Lykava camerali sylvarum praefecto. Regiae item nationalis et forsterialis scholae Hradekiensis ... directori selennes. Uo. 1801
- Theoria aequationum primi et secundi gradus conscripta ac plurimis exemplis illustrata. Uo. 1801
- Ad VIII. Idus Junias queis ill. d. Bartholomaeus e comitibus Pottachich de Zajezda supremi comitis provinciae Poseganae munus ritu solenni capessivit anno 1803. Uo. (költ.)
- Ill. dno Antonio e com. Amade de Várkony, dum comitatus Zagrabiensis supremi comitis munus capesseret 1803. Uo.
- Ad diem X. Kalendas Septembris queis exc. ac ill. d. Maximilianus ab Werhovacz Zagrabiensium antistes cum ii. ss. et oo. provinciae Zagrabiensis nec non amplissimo lib. regiaque civitatis magistratu ord. ff. pp. misericordiae hospitale aegrorum pauperumque levamini destinatum solenni ritu consignavit anno 1804. Uo. (költ.)
- Ad Idus Junias ill. dno comiti Antonio Amade de Várkony... solennes 1805. Uo.
- De aedibus in libera, regiaque civitate M. Theresiopolitana divae Theresiae virgini sacratis. Mense Octobri 1805. Szegedini (költ.)
- Rev. ac magn. dno Gorgio Aloysio Szerdahelyi, c. e. Vaciensis canonico ... cum insignis ordinis S. Stephani regis apostolici parvae crucis eques renunciaretur mense Octobri anno 1805. Pestini (költ.)
- Ill. dno comiti Alexandro Erdődy de Monyorókerék, dum per dnum Bertholomaeum Patachich de Zajezda in provinciae Varasdiensis administatorem solenni ritu inauguraretur, 18. Augusti 1806. obtulit Zarabiae (költ.)
- Epicedion piae memoriae exc. ac ill. dni comitis Joan. Nep. Erdődy de Monyorókerék, i. comit. Varasdinensis perpetui supremi comitis, regnorum Dalmatiae. Croatiae ac. Slavonaiae bani... Dicatum die 26. Aprilis 1806. Uo. (költ.)
- De recessu ill. dni comitis Antonii Amade de Várkony provinciae Zagrabiensis supremi comitis Czernkovecz dicto Kal. Februarii 1806. Uo. (költ.)
- Illustr. dno Comiti Alexandro Erdődy de Monyorókerék, dum pro supremo comite in provinciae Varasdinensis administratorem inauguraretur 1906. Uo.
- Ad IV. Kalendas Augusti queis exc. ac ill. d. Maximilianus ab Verhovácz, augusto Francisco II. ab intimis consiliis et Zagrabiensium antistes, qua commissarius regius. exc. ac. ill. dnum comitem Ignatium Gyulai de Maros-Németi et Nádaska in banum regnorum Croatiae. Dalmatiae et Slavoniae solenni ritu inauguravit 1806. Uo. (latin költ. német fordítással)
- Eucharisticon, Francisco I. Austriae imperatori, optimo, maximo et Hungarorum regi apostolico, quod praeter meritissimos in utraque republica viros nonnullos etiam aa. ll. doctores ordine Leopoldi a Se. instituto condecorare dignatus sit. Dicatum ... 1808. Uo. (költ.)
- Ad ill. dnum Joannem Nep. Inkey de Pallin ii. comitatum Zagrab. et Zalad. tabulae judiciari assessorem. 1808. Uo. (költ.)
- Ad excell. ac illustr. Dnum comitem Antonium Amade de Várkony, dum in munerum assessorum nobilium campi Turopolya adlegeretur et coram dno Antonio Zdenchay de Zabromich-Grada juramentum deponeret 31. Julii 1808. Uo. (költ.)
- Ad diem XVIII. Aprilis 1808. quo exc dn. comes Ignatius Gyulay Croatiae banus cum ill. dno Danieli I. b. Mecséri generali campi vigiliarum praefecto commendatorum solenni ritu imposuit. Uo.
- Oratio funebris, qua duo Ludovico Marich, IV. nonas Apriles 1811. defuncto, parentavit. Uo.
- Carmen, honoribus ill. ac. rev. dni Emerici Caroli Raffai cath. ecclesiarum Bosnensis seu Diakovariensis et Syrmiensis canonice unitarum antistitis dum completo quinquagesimo sacerdotii anno mense Decembri 1816 solenni ritu secundas primatias perageret Diakovarini oblatum. Uo.
- Oratio qua viro Josepho Francisco Domin cathedralis ecclesiae Zagrabiensis canonico archidiacono de Vasca ... parentavit Zagrabiae anno 1819 Kalendis Martii. Uo.
- Ode illustr. ac rev. dno Alexandro Alagovich episcopo Posonensi 1822. Uo.
- Eucharisticon august. imperatori Austriae et regi apost. Francisco primo, dum partem Trans-Savanam Crovatiae reincorporari clementissime juberet commissario regio exc. ac ill. dno Josepho comite Majlath de Székhely, ss. et oo. regnorum Croatiae et Slavoniae in perpetuum homagialis devotionis monumentum die I. Novembris 1822. Uo. (költ.)
- Ad Kalendas Augusti queis ill. d. Ludovicus l. b. Bedekovich de Komor incl. tab. regiae baro in supremi comitis officii incl. comitatus Crisiensis administratorem solenni ritu introductus est in lib. regiaque urbe Crisiensi 1825. Uo. (költ.)
- In ter faustum adventum Zagrabiam exc. ac ill dono Ignatio comiti Gyulai de Maros-Németh et Nádaska regnorum Croatiae, Dalmatiae et Slavoniae bano... Zagrabiae mense Augusto 1827. Uo. (költ.)
- Carmen, quod ill. ac rev. dno Emerico Carolo Raffai cath. ecclesiarum Bosnensis seu Diakovariensis et Syrmiensis canonice unitarum antistiti post restitutam, auctamque valetudinem in animi grati testimonium devote obtulit idibus Januarii 1828, ugyanott

Kéziratban a magyar nemzeti múzeum kézirattárában; Carmen excell. dno Francisco e com. Széchenyi, nomine regiae academiae Zagrabiensis 1803, ívrét 4 l.